# Villamayor de Treviño
Villamayor de Treviño – gmina w Hiszpanii, w prowincji Burgos, w Kastylii i León, o powierzchni 18,75 km². W 2011 roku gmina liczyła 84 mieszkańców.